# Савельев, Сергей Иванович
Серге́й Ива́нович Саве́льев (11 сентября 1911, Алёшкино, Козьмодемьянский уезд, Казанская губерния, Российская империя — 1 марта 1980, Йошкар-Ола, Марийская АССР, РСФСР, СССР) — марийский советский актёр театра, режиссёр, переводчик, общественный деятель. Режиссёр-постановщик первых драматических произведений на марийском языке. Художественный руководитель, режиссёр, актёр Марийского театра драмы им. М. Шкетана. Председатель Марийского отделения Всероссийского театрального общества. Заслуженный артист РСФСР (1946), заслуженный деятель искусств Марийской АССР (1945). Член ВКП(б).

## Биография
Родился 11 сентября 1911 года в дер. Алёшкино ныне Горномарийского района Марий Эл в крестьянской семье. Рано осиротел, из-за смерти отца учёбу в школе не завершил, пастушил.
До 1931 года учился на подготовительных курсах Горномарийского педагогического техникума. В 1935 году с отличием окончил актёрское отделение Марийского техникума искусств (ныне — Марийский колледж культуры и искусств им. И.С. Палантая). В 1938 году окончил заочные режиссёрские курсы в Москве. Одно время работал в Театральном институте в Ленинграде. Но практически вся его творческая биография связана с Марийским театром драмы имени М. Шкетана: актёр, с 1939 года — режиссёр, с 1946 года — художественный руководитель.
В начале 50-х годов руководил Сернурским колхозным театром. В 1958 году вновь вернулся в Марийский театр имени М. Шкетана, стал главным режиссёром-постановщиком. В последние годы жизни работал в Доме народного творчества в Йошкар-Оле.
Активно занимался общественной деятельностью. В 1947—1951 годах был депутатом Верховного Совета Марийской АССР II созыва. Долгие годы возглавлял Марийское отделение Всероссийского театрального общества.
В 1945 году стал заслуженным деятелем искусств Марийской АССР, а в  1946 году — заслуженным артистом РСФСР. За творческую деятельность также награждён орденом Красной Звезды и Почётной грамотой Президиума Верховного Совета Марийской АССР.
Скончался 1 марта 1980 года в Йошкар-Оле.

## Творческая деятельность
Приобрёл известность как актёр и режиссёр-постановщик Марийского театра драмы имени М. Шкетана. Во время учёбы на заочных режиссёрских курсах в Москве был свидетелем поставленных в МХТ спектаклей основоположников отечественной театральной режиссуры К. Станиславского и В. Немировича-Данченко.
В 1939 году осуществил постановки музыкальной комедии С. Николаева «Салика», впервые поставленной режиссёром А. Маюк-Егоровым в апреле 1938 года, и драмы Г. Ефруша «Тушманын кышаже» («Вражий след»).
Во время Великой Отечественной войны продолжил работу в Марийском театре драмы, работал режиссёром, ассистентом режиссёра, играл в спектаклях. В составе агитбригады со спектаклями совершал поездки по фронтам, с гастролями объехал всю Марийскую АССР.
В 1944 году его постановка по пьесе «Асан ден Кансыл» И. Смирнова приобрела статус первой постановки драматургического произведения в стихах на марийском языке. Также он впервые поставил музыкальную комедию «Кеҥеж йÿд» («Летняя ночь») классика марийской драматургии Н. Арбана. В послевоенные годы им были поставлены драмы К. Симонова «Мемнан оласе рвезе» («Парень из нашего города», 1946) и П. Павленко «Пиал» («Счастье», 1949), а также комедия Ф. Кравченко «Шокшо кеҥеж» («Жаркое лето», 1946).
Является автором ряда статей и рецензий на театральные постановки, публиковавшихся в марийской печати того времени.
Также занимался переводческой деятельностью: перевёл на родной язык текст инсценировки романа А. Фадеева «Молодая гвардия», комедии С. Антонова «Поддубенские частушки» («Тумер ялын мурыжо», 1955), М. Кильчичакова «Медвежий лог» («Маска вынем», 1957) и др.

## Постановки
Далее список спектаклей, поставленных С. И. Савельевым в Марийском театре драмы им. М. Шкетана:
- Г. Ефруш «Тушманын кышаже» / Вражий след, 1939;
- С. Николаев «Салика», 1939;
- В. Гусев «Москвичка», 1943;
- И. Смирнов «Асан ден Кансыл» / Асан и Кансыл, 1944;
- К. Симонов «Мемнан оласе рвезе» / Парень из нашего города, 1946;
- Ф. Кравченко «Шокшо кеҥеж» / Жаркое лето, 1946;
- Н. Арбан «Кеҥеж йӱд» / Летняя ночь, 1948;
- П. Павленко «Пиал» / Счастье, 1949;
- С. Николаев «Салика», 1954.

## Статьи и рецензии
Список статей и рецензий С. И. Савельева:
- Марий калыкын артистше (Народный артист: И. Якаев) //Марий коммуна. 1954. 27 ноябрь.
- Марий театрлан — 25 ий (Марийскому театру — 25 лет) // Ончыко. 1954. № 6. С.92.
- Театральный сезонын итогшо (Итоги театрального сезона) // Марий коммуна. 1955. 14 июль.
- Большой путь: Г. Пушкин // Марийская правда. 1956. 2 декабрь.
- «Кай, кай Йыванлан» («Выйди, выйди за Ивана») // Марий коммуна. 1957. 13 апрель.
- Тыршымаш да талант (Трудолюбие и талант: А. Кудрявцев) // Рвезе коммунист. 1958. 23 август.
- Жизнь в искусстве: А. Кудрявцев // Молодой коммунист. 1958.  23 август.
- Марий театрлан — 40 ий (1919—1959) (Марийскому театру — 40 лет) // Ончыко. 1959.  № 5.  С. 96—103.
- Жизнь, отданная служению искусству: К 50-летию народной артистки МАССР П. А. Смирновой // Марийская правда. 1960. 4 январь.
- Владимир Зернов // Молодой коммунист. 1960. 27 август;  Рвезе коммунист. 1960. 27 август.

## Семья и дети
Был женат на сотруднице театра Шкетана Суворовой Антонине Петровне. В браке родилось семеро детей.

## Признание
- Орден Красной Звезды (1946)[2]
- Медаль «За доблестный труд в Великой Отечественной войне 1941—1945 гг.»[2]
- Почётная грамота Президиума Верховного Совета Марийской АССР (1949)[2]
- Заслуженный артист РСФСР (1946)[2]
- Заслуженный деятель искусств Марийской АССР (1945)[2]